# Billy Boy 900 - Vampyrkysset
Billy Boy 900 - Vampyrkysset er en børnefilm fra 2002 instrueret af Teis Dyekjær efter manuskript af Tom Golzen og Mads Buttenschøn.

## Handling
Billy Boy er desperat. Han har aldrig kysset en pige, og når han det ikke inden sin 14 års fødselsdag, kan han lige så godt grave sig ned og dø. Han er forelsket i Helena, klassens nye pige, men alt for genert til at invitere hende ud. Da fire små rumvæsener på en vigtig mission lander med et brag i Billy Boy's hjerne, får jagten på det første kys imidlertid en ny og uventet drejning.